# NGC 6811
NGC 6811 је расејано звездано јато у сазвежђу Лабуд које се налази на NGC листи објеката дубоког неба.
Деклинација објекта је + 46° 22' 32" а ректасцензија 19h 37m 9,6s. Привидна величина (магнитуда) објекта NGC 6811 износи 6,8. NGC 6811 је још познат и под ознакама OCL 185.